# Muchensiefen
Muchensiefen ist ein Stadtteil von Lohmar im Rhein-Sieg-Kreis in Nordrhein-Westfalen. 

## Geographie
Muchensiefen liegt im Westen Lohmars. Umliegende Weiler und Ortschaften sind Dachskuhl im Norden, Neuenhof und Spechtsberg im Nordosten, Oberscheid und Schiffarth im Osten, Schöpcherhof und Scheiderhöhe im Südosten, Hagerhof, Klasberg und Hoverhof im Süden, Kellershohn und Gammersbacher Mühle im Südwesten, Rodderhof im Westen sowie Oberschönrath und Burg Schönrath im Nordwesten.
Der Gammersbach, ein orographisch linker Nebenfluss der Sülz, fließt an Muchensiefen entlang. Ein namenloser Nebenfluss des Gammersbachs entspringt in Muchensiefen und fließt ihm von der linken Uferseite zu.

## Landschaft
Muchensiefen ist von der Landwirtschaft geprägt. Viele Wiesen und Wälder bestimmen das Ortsbild.

## Geschichte

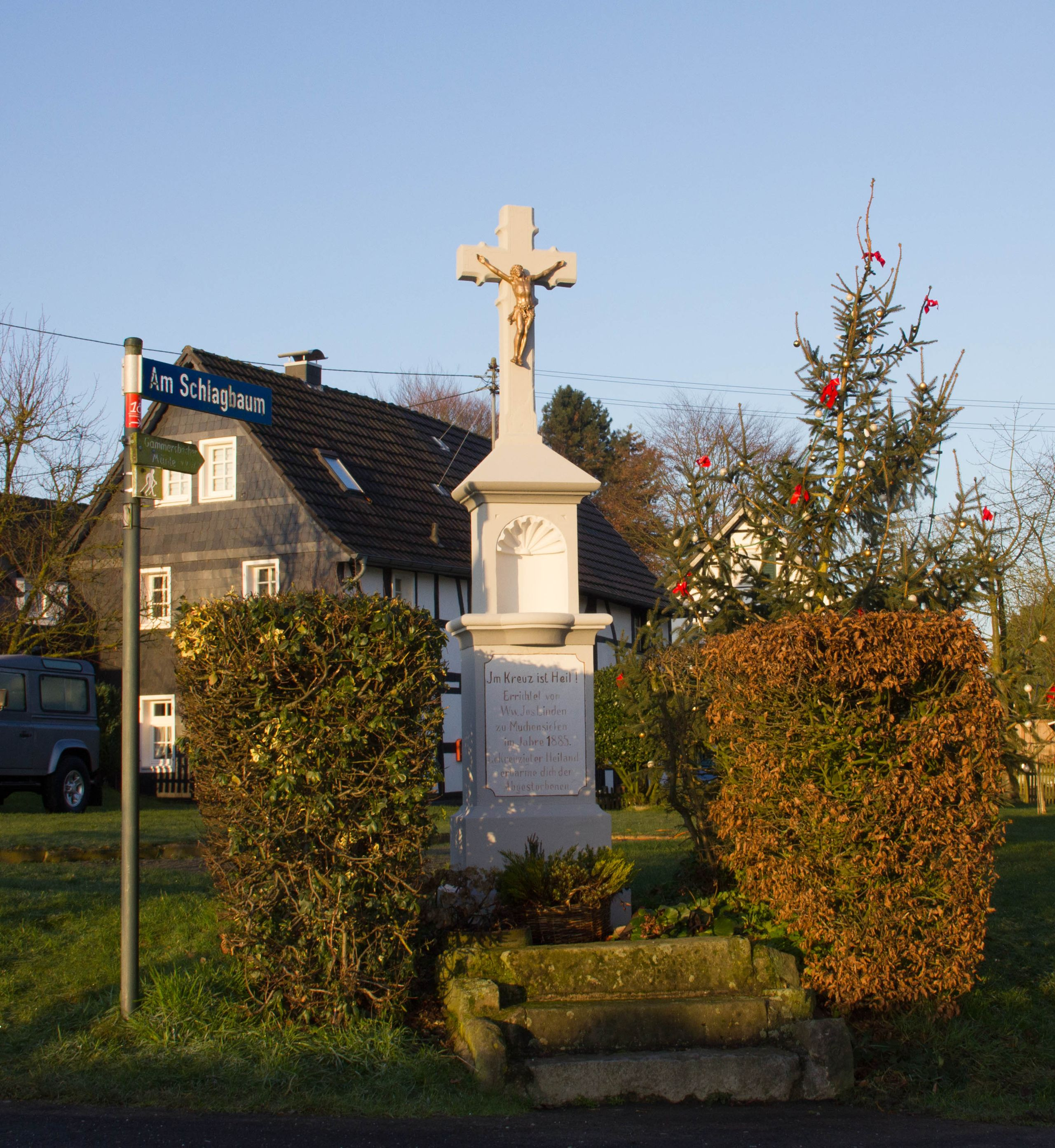
Wegekreuz Muchensiefen

1885 hatte Muchensiefen zwölf Wohnhäuser und 38 Einwohner.
Bis zum 1. August 1969 gehörte der Ort zu der bis dahin eigenständigen Gemeinde Scheiderhöhe.

## Sehenswürdigkeiten
- Die denkmalgeschützte Gammersbacher Mühle südwestlich von Muchensiefen
- Der Gammersbach mit seinen Feuchtbiotopen
- An der Kreuzung Schönau/Am Schlagbaum steht ein Wegekreuz. Es trägt die Inschrift: „Im Kreuz ist Heil! – Errichtet von Ww. Jos. Linden zu Muchensiefen im Jahre 1885. – GeKreuzigter Heiland erbarme dich der Abgestorbenen.“[5][6]

## Verkehr
- Muchensiefen liegt nahe zur Landesstraße 84.
- Bahnhöfe in der Nähe liegen in Lohmar-Honrath bei Jexmühle und in Rösrath.
- Muchensiefen gehört zum Tarifgebiet des Verkehrsverbund Rhein-Sieg (VRS).
- Folgende Wanderwege führen durch Muchensiefen: Bergischer Streifzug Nr. 18 „Bauernhofweg“[7], der „Kölner Weg“ des Westerwaldvereins[8] und der Wanderweg „<3“ des Kölner Eifelvereins[9].